# Восковиця

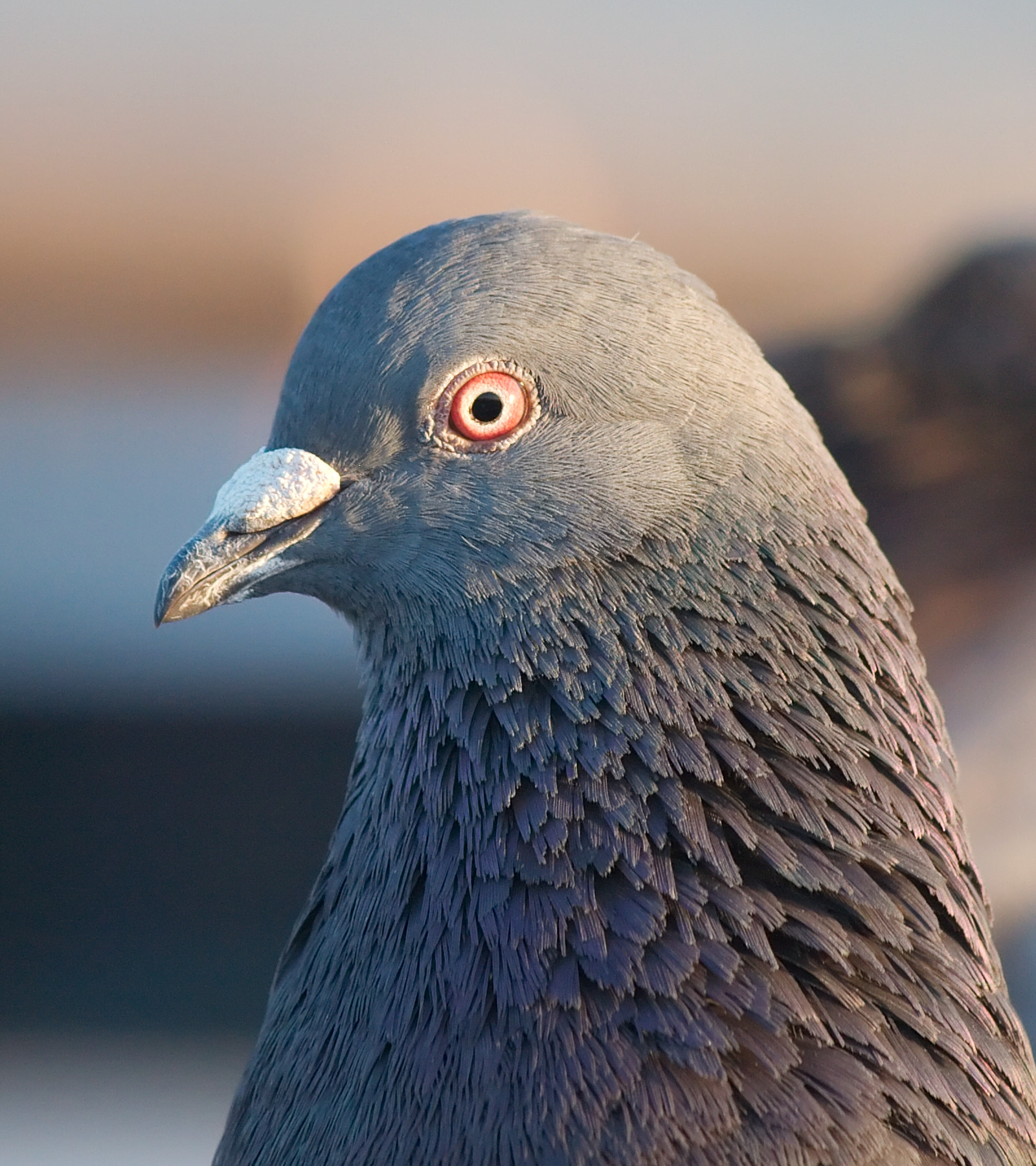
Біла восковиця у голуба

Воскови́ця — ділянка потовщеної шкіри в основі наддзьобка деяких птахів (соколоподібні, совоподібні, голубоподібні, папугоподібні), на якому розташовані зовнішні отвори ніздрів. Зазвичай восковиця позбавлена пір'я і може бути яскраво забарвлена (у багатьох хижих птахів забарвлення восковиці міняється з віком — жовта у старих, блакитна у молодих). Оперена восковиця характерна для папуг, ягнятника. У деяких сов прикрита оберненим вперед пір'ям. Восковиця полегшує рухи наддзьобка.